# Le nuove avventure di Heckle & Jeckle e Quackula
Le nuove avventure di Heckle & Jeckle e Quackula (The New Adventures of Heckle & Jeckle and Quacula) è una serie animata statunitense del 1979 in 16 episodi prodotta dalla Filmation, con protagonisti Heckle & Jeckle, due gazze dal becco giallo (chiamate Corvetti), e Quackula, un papero vampiro presente esclusivamente in questa serie animata. Ogni episodio è diviso, a sua volta, in due episodi di Heckle & Jeckle, e nel mezzo un episodio di Quackula.
Negli Stati Uniti è stato presentato come un unico spettacolo televisivo, insieme a Il ritorno di Super Mouse, mentre in Italia sono state trasmesse come due serie distinte.

## Trama
Heckle & Jeckle sono una coppia di astuti "Corvetti", buffi e divertenti, che fanno degli scherzi al prossimo, infrangono le regole, e per questo si cacciano sempre nei guai.
Quackula è un papero vampiro che ama stare da solo. Di giorno dorme in una bara bianca a forma di uovo, nel seminterrato di un antico maniero di proprietà dell'orso Teodoro. Ogni notte Quackula esce dalla bara-uovo, e cerca di terrorizzare e bere il sangue del coinquilino Teodoro, senza mai riuscirci. Teodoro tenta invano a sua volta, di sbarazzarsi in qualche modo di Quackula.

## Episodi
| N° | Personaggi      | Titolo inglese          | Titolo italiano                   | Prima TV originale |
| -- | --------------- | ----------------------- | --------------------------------- | ------------------ |
| 1  | Heckle & Jeckle | Goldfeather             | Piuma d'oro                       | 8 settembre 1979   |
| 1  | Quackula        | Star Boars              | Rabbie stellari                   | 8 settembre 1979   |
| 1  | Heckle & Jeckle | The Golden Egg          | L'uovo d'oro                      | 8 settembre 1979   |
| 2  | Heckle & Jeckle | The Heroes              | Gli eroi                          | 15 settembre 1979  |
| 2  | Quackula        | Horse For Sale          | Casa in vendita                   | 15 settembre 1979  |
| 2  | Heckle & Jeckle | Cavebirds               | Attenti ai Corvetti               | 15 settembre 1979  |
| 3  | Heckle & Jeckle | Show Business           | Nel mondo dello spettacolo        | 22 settembre 1979  |
| 3  | Quackula        | Weird Bear              | Le formule magiche                | 22 settembre 1979  |
| 3  | Heckle & Jeckle | Spurs                   | Cinema, che passione!             | 22 settembre 1979  |
| 4  | Heckle & Jeckle | Birds of Paradise       | Uccelli del paradiso              | 29 settembre 1979  |
| 4  | Quackula        | Monster Mash            | Mostro per corrispondenza         | 29 settembre 1979  |
| 4  | Heckle & Jeckle | The Open Road           | Strada libera                     | 29 settembre 1979  |
| 5  | Heckle & Jeckle | Robot Factory           | La fabbrica dei robot             | 6 ottobre 1979     |
| 5  | Quackula        | Uncle Ferenc            | Lo zio Ferenc                     | 6 ottobre 1979     |
| 5  | Heckle & Jeckle | Farmer and the Crows    | La fattoria e i Corvetti          | 6 ottobre 1979     |
| 6  | Heckle & Jeckle | Foreign Legion Birds    | I Corvetti e la Legione straniera | 13 ottobre 1979    |
| 6  | Quackula        | The Magic Lamp          | Il genio della lampada            | 13 ottobre 1979    |
| 6  | Heckle & Jeckle | Mail Birds              | Quant'è bello volare              | 13 ottobre 1979    |
| 7  | Heckle & Jeckle | The Malcon-tents        | Viva il campeggio!                | 20 ottobre 1979    |
| 7  | Quackula        | Room for Rent           | Una notte in albergo              | 20 ottobre 1979    |
| 7  | Heckle & Jeckle | Bellhops                | Baby sitters                      | 20 ottobre 1979    |
| 8  | Heckle & Jeckle | Sphinx!                 | La Sfinge!                        | 27 ottobre 1979    |
| 8  | Quackula        | Morgana La Duck         | La papera Morgana                 | 27 ottobre 1979    |
| 8  | Heckle & Jeckle | Hang Two                | W il surf!                        | 27 ottobre 1979    |
| 9  | Heckle & Jeckle | Witch Way Outta Here    | Chi mettiamo in pentola?          | 3 novembre 1979    |
| 9  | Quackula        | Return of Star Boars    | Il ritorno degli uomini stellari  | 3 novembre 1979    |
| 9  | Heckle & Jeckle | C.B. Birds              | W i Corvetti!                     | 3 novembre 1979    |
| 10 | Heckle & Jeckle | Shopping Center         | Grandi magazzini                  | 10 novembre 1979   |
| 10 | Quackula        | Time & Before           | La macchina del tempo             | 10 novembre 1979   |
| 10 | Heckle & Jeckle | Where There's a Will    | L'eredità                         | 10 novembre 1979   |
| 11 | Heckle & Jeckle | Identity Problem        | Problema d'identità               | 17 novembre 1979   |
| 11 | Quackula        | Bungled Burglary        | Lo scienziato pazzo               | 17 novembre 1979   |
| 11 | Heckle & Jeckle | Time Warped             | Il triangolo magico               | 17 novembre 1979   |
| 12 | Heckle & Jeckle | Invisible Birds         |                                   | 24 novembre 1979   |
| 12 | Quackula        | Shanghai Salty          | Shanghai Salty                    | 24 novembre 1979   |
| 12 | Heckle & Jeckle | Marathon Bird           | La maratona dei corvetti          | 24 novembre 1979   |
| 13 | Heckle & Jeckle | Supermarket             | Supermarket                       | 1º dicembre 1979   |
| 13 | Quackula        | Pyramid                 | La mummia                         | 1º dicembre 1979   |
| 13 | Heckle & Jeckle | Flowered Knighthood     | I cavalieri e la fanciulla        | 1º dicembre 1979   |
| 14 | Heckle & Jeckle | Astrobirds              | I corvetti spaziali               | 8 dicembre 1979    |
| 14 | Quackula        | Haunted House           | La casa infestata                 | 8 dicembre 1979    |
| 14 | Heckle & Jeckle | Apartment Birds         | La vecchia signora                | 8 dicembre 1979    |
| 15 | Heckle & Jeckle | The 25th Century        | La riviera marziana               | 15 dicembre 1979   |
| 15 | Quackula        | Magic Duck              | Il compleanno                     | 15 dicembre 1979   |
| 15 | Heckle & Jeckle | Safari Birds            | Il rigatino a doppio petto        | 15 dicembre 1979   |
| 16 | Heckle & Jeckle | Wonderland              | Il Paese delle Meraviglie         | 22 dicembre 1979   |
| 16 | Quackula        | The Fantastic 2 1/2     | Quackula e i Fantastici 2 e 1/2   | 22 dicembre 1979   |
| 16 | Heckle & Jeckle | Arabian Nights and Days | Follie d'Arabia                   | 22 dicembre 1979   |